# Osman Nuri Topbaş
Osman Nuri Topbaş (Istanbul, 1942) è uno scrittore turco.

## Biografia
Osman Nuri Topbaş è Shaykh dell'Ordine Naqshbendi-Khalidi. Egli è nato nel 1942 a Istanbul, in Turchia, dove vive tuttora. 
La funzione di Maestro gli è stata trasmessa dal padre, Musa Topbaş Efendi , che è stato una grande autorità sufi del secolo scorso. Come lui, Osman Efendi ha consacrato la sua vita a una missione di misericordia e di redenzione universale, prendendo come modello il Profeta (s.a.w.s.). Egli ha ricevuto un'educazione di tipo tradizionale, studiando il Corano e le scienze ad esso correlate come la dottrina, i commentari e la giurisprudenza islamica, sotto la guida di eminenti studiosi. Ha conosciuto, fra gli altri, anche Necip Fazil Kısakürek, famoso poeta, scrittore e filosofo turco, entrando a far parte del circolo letterario facente capo alla sua rivista Büyük Doğu, di cui è stato un attivo sosteni-tore. 
In gioventù si è occupato di industria e commercio nell'azienda familiare, sempre attento però ai bisogni degli altri. A questo scopo anzi, ha promosso la ri-fondazione di un'antica organizzazione benefica di Istanbul risalente al XVII secolo: la “Mahmut Hüday Vakfi”, e questa ha finito per divenire la sua attività prevalente. 
Alla morte di Shaykh Musa Efendi, avvenuta nel 1999, gli è subentrato nelle funzioni di guida spirituale e capo dell'Ordine. Ma queste sue nuove responsabilità, di “medico delle anime”, non gli hanno impedito di continuare ad essere l' “angelo dei poveri” e di interessarsi personalmente agli innumerevoli casi umani che bussano alla sua porta. Da sempre, inoltre, egli è impegnato ad aprire nuovi orizzonti per il messaggio universale dell'Islam, in un'ottica di amore e attenzione verso tutte le creature. 
Egli ha promosso l'apertura di innumerevoli corsi per l'apprendimento del Corano, al cui insegnamento contribuisce personalmente ove possibile, e la costruzione di moschee, scuole, convitti per studenti, case di riposo per anziani, la fondazione di case editrici per la pubblicazione di libri e riviste di formazione spirituale non solo in Turchia ma anche all'estero, segnatamente nelle repubbliche dell'ex-Unione Sovietica, nei Balcani e in Africa. 
Le sue numerose opere prendono in considerazione l'Islam nei suoi vari aspetti spirituali e civili. In esse egli pone l'accento sull'importanza dell'amore e dello scrupolo religioso, come "chiavi” per accedere alla Conoscenza del Divino. In linea con l'insegnamento Sufi inoltre, egli indica l'obiettivo di migliorare il comportamento, come “banco di prova” di una vera vita spirituale basata sul Tasawwuf e cioè, sull'aspetto più profondo dell'Islam.  

## L'insegnamento
"Il delicato metro della compassione, adottato da tutti i Profeti, è stato seguito diligentemente anche dai giusti di tutte le epoche. Essa perciò, deve essere considerata il primo frutto della fede; e la servitù a Dio è stata sinteticamente definita come una realtà misurata da questi due parametri:
Ta'zim li-amrillah; ovvero, obbedienza ai comandi divini con rispetto e sensibilità di cuore.
Shafqat li-khalqillah: misericordia e compassione per tutte le creature, per amore del Creatore."
Da un'intervista:
«Il vero Tasawwuf (Sufismo) è quello vissuto non come rottura ma all'interno dell'Islam, secondo uno stile di vita conforme al Corano e alla Sunna. Sufismo è lavorare per mantenere viva la fede, non dimenticare Allah e cercare di trovare nella preghiera piacere e rapimento spirituale. Tasawwuf significa guardare tutte le creature con compassione e misericordia.
Una volta, vedendo una pecora trascinata via per le orecchie, il Profeta (s.a.w.s.) ammonì i suoi Compagni dicendo loro: “Perché non la prendete per le corna, invece che per le orecchie?”
Egli disapprovava l'uso di affilare il coltello di fronte all'animale da sacrificare. E ancora, durante la marcia per la conquista di Mecca, alla vista di una cagna che allattava i suoi cuccioli il Profeta (che il saluto e la Pace di Allah siano su di lui), raccomandò ai suoi Compagni di non dare fastidio a quella mamma alle prese con i suoi piccoli, lasciando di guardia uno dei suoi uomini.
Bisogna prestare la massima attenzione ad esempi come questi. Questo tipo di sensibilità rende i credenti più profondi e migliori.
«Prima lei mi ha chiesto cosa sia il Tasawwuf. Mi consenta di rispondere con un paio di esempi tratti dalla nostra storia. 
Bezm-i Âlem Valide Sultan, moglie di Mahmut II, fece apporre questa scritta in un angolo di una fondazione benefica costituita a Damasco: “La servitù non dev'essere maltrattata né offesa, per aver rotto qualche piatto.” Ecco, questo è il Tasawwuf.
E ancora, ai tempi del Califfato Ottomano, se in una casa giaceva una persona inferma, alla sua finestra veniva esposto un fiore rosso. Alla sua vista i venditori ambulanti passavano in silenzio, per non disturbare il malato; e, per la stessa ragione, i bambini andavano a giocare da un'altra parte. 
Nel periodo Ottomano il Sufismo fu anche uno stile di vita improntato a cortesia, che influenzò profondamente la società.»

### Le opere
I libri Osman Nuri Topbaş Efendi sono stati tradotti in 44 lingue, fra cui l'inglese, il francese, il tedesco, lo spagnolo, il russo e il cinese; alcuni, anche in italiano.
(http://www.islamicpublishing.net Archiviato il 12 aprile 2021 in Internet Archive.)